# 事実
事実（じじつ、ラテン語: factum、フランス語: fait、英語: fact）とは、
- ことの真実。真実のことがら。本当にあったことがら[1]。
- （哲学用語）もともと神によってなされたことを意味し、時間と空間の中に見出される実在的なできごとや存在のこと[1]。

もともとは、神がしたこと、という意味である。まずラテン語のfacere（あるいはfacio）「する」「行う」という意味の動詞 があり、その過去分詞形factumが「（神によって）行われた」と形容詞的に用いられ、それが名詞化し「（神によって）行われたこと」を意味するようになったものである。フランス語のfaitも同様で、faire（する、行う）という動詞があり、その過去分詞形のfaitが名詞化したものである。英語のfactも15世紀にラテン語のfactumを語源として使われるようになったものである。「実在的なもの」とされるのであるため、幻想・虚構・可能性などと対立する。
既成事実
すでに起こってしまって誰もが認めないといけない事実。英語ではフランス語の借用語として Fait accompli という。